# Ken Akamatsu
Ken Akamatsu (赤松 健 Akamatsu Ken, 5. juli 1968) er en japansk mangaka fra Tokyo.
Han opnåede stor succes med sin manga Love Hina, som udkom i Weekly Shonen Magazine i Japan. Serien blev udgivet i 14 bind og løb fra 1998 til 2001 og har indtil nu solgt over 6 millioner kopier i Japan alene og har modtaget Kodansha Manga Award for shounen i 2001. Akamatsu har inddraget elementer fra sin egen livserfaring til historien, og dette siges at give mangaen en unik stemning og gør den til en hel speciel oplevelse at læse, især for ikke-asiatiske læsere som ikke kender meget til asiatisk kultur. Serien blev udgivet i USA i 2002, og er vel modtaget i de landen den blev udgivet i.
Ken Akamatsu er gift med 'Kanon' Akamatsu, tidligere sanger og idol. I øjeblikket arbejder han på sin seneste mangaserie, Negima! Magister Negi Magi, som er hans længste serie indtil videre, og er som Love Hina også blevet lavet som en animeserie.
Samtidig med hans arbejde på Negima-mangaen hjælper han også med live-action serien Negima!.
.

## Mangaer
- Itsudatte My Santa!
- A.I. Love You
- Love Hina
- Negima! Magister Negi Magi
- UQ Holder
- Hito Natsu no Kids Game
- Mao Chan

## Anime-serier
- Love Hina
- Negima! Magister Negi Magi
- Ground Defense Force! Mao-chan (historie, figur design)
- Itsudatte My Santa!

## Links
- AI Love Network へ ようこそ! (AI Love Network he yōkoso!) – Ken Akamatsu's personlige side (japansk)
- Ken Akamatsu på Anime News Network
- 赤松佳音のオフィシャルWEBサイト Akamatsu Kanon no Ofisharu WEB Saito "Kanon (Mrs. Akamatsu) Official Web Site" (japansk)
- Ken Akamatsu Forums (Fan site)